# Srdeční zástava
Srdeční zástava představuje  kompletní ztrátu mechanické funkce srdce. Srdce ztratí svou schopnost fungovat jako pumpa a zastaví se přítok krve do všech orgánů těla.
Většina příčin srdeční zástavy je neslučitelná se životem, ale současná medicína je schopná resuscitací a následnou léčbou některé příčiny vyřešit.  Odstranitelnou příčinou srdeční zástavy je fibrilace komor, arytmie, která může vzniknout v důsledku ucpání srdeční tepny.

## Příznaky srdeční zástavy
- Bezvědomí
- Lapavé dýchání
- Vymizení pulzu

## Snížení rizika

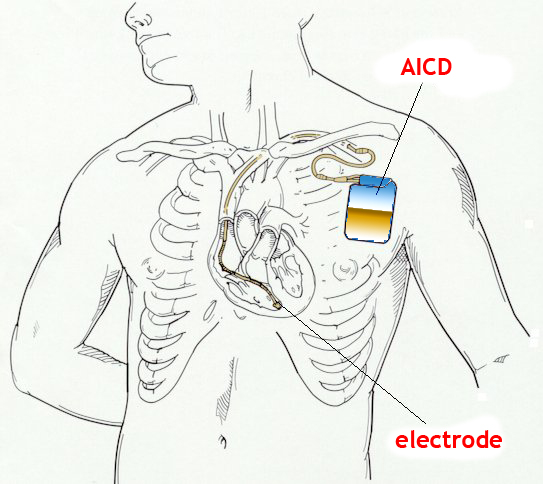
Přístroj je voperován pod kůži, elektroda je zavedena do srdce

U rizikových nemocných (např. se závažnější formou ischemické choroby srdeční především u pacientů po infarktu myokardu s těžší poruchou funkce levé komory, některými typy kardiomyopatií, některými vzácnějšími vrozenými poruchami či po prodělané epizodě fibrilace komor) se v rámci sekundární prevence zavádí implantabilní kardioverter-defibrilátor (ICD), který v případě vzniku fibrilace komor sám arytmii rozezná a aplikuje defibrilační výboj.
Srdeční zástava může vzniknout i u mladých sportovců 
Podle některých zdrojů by každý vrcholový sportovec měl být vyšetřen, protože lze vytipovat rizikové jedince a ti by pak měli absolvovat podrobné vyšetření.